# پرسی هربرت
پرسی هربرت (انگلیسی: Percy Herbert؛ ۳۱ ژوئیهٔ ۱۹۲۰ – ۶ دسامبر ۱۹۹۲) هنرپیشه اهل بریتانیا بود. از فیلم‌هایی که وی در آن نقش داشته است، می‌توان به شورش در کشتی بونتی، پل رودخانه کوای، جزیره اسرارآمیز، برای قهرمانان خیلی دیر است، کازینو رویال، توپ‌های ناوارون، بکت، بانی لیک گم شده و زندانی اشاره کرد.